# 応援広告
応援広告（おうえんこうこく）とはアイドルやアーティストなどのファンが自分の推しを応援するために自ら広告主となって出稿・掲出する広告のことである。「推し広告」とも呼ばれており、特に誕生日を祝うためのものは「センイル広告」とも呼ばれる。

## 概要
元々は大韓民国（韓国）で発祥し「センイル広告」の呼び名で広まったもので、2016年頃に韓国にて放映されたオーディション番組『PRODUCE 101』（Mnet）に参加した練習生への応援広告を発端として同国内で急速に浸透した。オーディションの投票企画の応援、アイドルグループのメンバーの誕生日やグループの結成周年記念、イベントの告知などに合わせ、私設ファンクラブの会員などが、カカオペイなどの送金アプリを使って自主的にお金を出し合い、駅構内やバスのラッピング、商業施設の大型ビジョンなどに写真や日付、お祝いの言葉をあしらった広告を掲出する。
日本では2018年頃から一部の広告代理店にて応援広告の事業が開始されていたが、当時の広告業界は企業との取引が中心だったことや、日本人アーティストの場合は権利の許諾に厳しい芸能事務所が多いこともあり、ごく少数の事例しか無かった。しかし、2019年に前述の『PRODUCE 101』の日本版である『PRODUCE 101 JAPAN』（TBSテレビ）が放映されることになり、同番組の運営事務局が、ファンが広告主となり練習生への応援広告を屋外などに掲示することを条件付きで容認したことから、首都圏の駅構内を中心に出稿が急増。その後、新型コロナウイルスの影響により、企業による広告出稿が減少したこともあり、広告代理店や鉄道会社なども個人による応援広告の受け入れを開始した。
ジェイアール東日本企画によると、応援広告の市場規模は2023年度で推計377億円であり、これは屋外・交通広告費の約1割を占めるとされている。